# Động Mường Vi
Hang động Mường Vi là quần thể hang động trong dãy núi ở bản Nà Rin xã Mường Vi huyện Bát Xát tỉnh Lào Cai, Việt Nam .
Quần thể di tích hang động Mường Vi được Bộ Văn hóa, Thể thao và Du lịch xếp hạng là di tích lịch sử quốc gia tại Quyết định số 38/QĐ-BVHTT ngày 11/06/1999..

## Vị trí
Động Mường Vi ở cách thị trấn huyện lỵ Bát Xát 22°32′29″B 103°53′23″Đ / 22,541357°B 103,889718°Đ cỡ 11 km đường thẳng hướng tây.
Để đến di tích đi theo Đường tỉnh 155 hướng tây bắc đến cầu Bản Vược 22°35′19″B 103°50′33″Đ / 22,588707°B 103,842621°Đ ở xã Bản Vược. Từ đây rẽ hướng tây nam theo Đường tỉnh 158 đến xã Mường Vi 22°33′13″B 103°47′24″Đ / 22,553536°B 103,789932°Đ. Từ đường tỉnh này rẽ hướng đông nam qua thôn Châu Tà lên bản Nà Rin và đến động. Đi theo tuyến này dài cỡ hơn 19 km.